# Leone Matekitoga
Leone Mulikiha'amea Matekitoga ou Manikitoga est un roi coutumier au titre de (lavelua) d'Uvea qui régna de 16 mars 1941 au 20 mars 1947. Il est précédé par Mikaele Tufele II et Pelenato Fuluhea lui succède.

## Biographie
Il est roi durant la Seconde Guerre mondiale et l'occupation de Wallis par les troupes américaines (1942-1944), une période de fortes transformations économiques, sociales et politiques pour le protectorat de Wallis-et-Futuna. Il est choisi par les familles royales après 8 ans sans souverain. Le résident de France Léon Vrignaud et l'évêque Alexandre Poncet soutiennent sa nomination par les familles royales, qui a lieu le 16 mars 1941. Néanmoins, le nouveau Lavelua refuse de prêter serment au maréchal Pétain, auquel la résidence et la mission sont restées fidèles.
En mars 1947, Leone Matekitoga, qui a traversé la guerre avec le satisfecit du Résident Robert Charbonnier, est soumis à une importante opposition conduisant à de très graves tensions. Le hau est accusé « de trahir la religion et la coutume ». Des manifestations éclatent, des contre-manifestations des partisans du roi y répondent, des groupes s'arment. Ce tensions amènent la Résidence à demander l’envoi de renforts depuis Nouméa. Le Résident démissionne le roi Leone au profit de son ministre Pelenato Fuluhea, jugé « énergique et francophile ».

## Source
- (en) Cet article est partiellement ou en totalité issu de l’article de Wikipédia en anglais intitulé « Leone Manikitoga » (voir la liste des auteurs).